# Crotalus scutulatus
Crotalus scutulatus  (лат.) — вид ядовитых змей семейства гадюковых. Имеет 2 подвида.
Общая длина достигает 1—1,4 м. Голова широкая, глаза округлые, зрачки вертикальные. Туловище массивное, крепкое. Окраска зеленовато-серого или коричневого цвета с рядом овальных или ромбовидных пятен вдоль спины. От глаз до углов челюстей тянутся 2 светлые полоски. На хвосте присутствуют поперечные широкие белые и узкие чёрные кольца или полосы, которые расположены поочередно.
Любит пустыни, сухие кустарники, редколесья, скалистые и горные участки. Активен в основном ночью, только зимой — днём. Встречается на высоте до 2500 м над уровнем моря. Питается мелкими млекопитающими, в частности мышевидными, а также ящерицами.
Живородящая змея. Самка рождает от 2 до 17 детёнышей.
Это одна из самых ядовитых змей Северной Америки. Яд содержит мощный нейротоксин. Опасность для человека усиливается в связи с агрессивным характером этой змеи.
Вид распространён на юго-западе США от пустыни Мохаве в южной Калифорнии и Невады через Аризону до центральной Мексики.
Подвиды
- C . s. salvini в южных районах ареала в мексиканских штатах Тласкала, Пуэбла и Веракрус
- C. s. scutulatus в США и большей части мексиканского ареала.